# Yo no nací para amar
«Yo no nací para amar» es una exitosa canción y un sencillo del cantautor mexicano Juan Gabriel, de su decimocuarto álbum de estudio Recuerdos (1980). La canción ha sido catalogada como otra más de las mejores canciones del artista según los críticos musicales y fue uno de los sencillos con mejor desempeño durante los años 80 en México, hasta la fecha es otra de sus canciones más populares.

## Lista de canciones

### CD - Promo[5]
| Yo no nací para amar— Single |                        |          |  |
| N.º                          | Título                 | Duración |  |
| 1.                           | «Yo no nací para amar» | 4:29     |  |
| 2.                           | «Inocente pobre amigo» | 2:30     |  |

## Versiones
Gabriel ha regrabado la canción dos veces, la primera para su álbum recopilatorio, Por Los Siglos (2001), y a dúo con el cantante venezolano Lasso en su álbum de estudio número 28, Los Dúo 3 (2014).